# Koronavírus
A koronavírusok a Coronaviridae család Orthocoronavirinae (korábbi nevén Coronavirinae) alcsaládjába tartozó fajok általános elnevezése. A koronavírusok a lipidburkos RNS-vírusok közé tartoznak. Széles körben elterjedtek az emberek, más emlősök és madarak között, légúti, enterális, máj- és neurológiai betegségeket okozva. 
Nevüket elektronmikroszkópos képük alapján kapták, melyen a burokba ágyazott fehérjetüskék a Nap koronájához hasonlóan kitüremkednek a felszínből (a latin corona és a görög κορώνη szavak jelentése: koszorú, virágfüzér, glória, korona). Ezt a kitüremkedő, tüskeszerű morfológiát a vírus felszínén glikoprotein fehérjék alkotják. Ezek a fehérjék igen változatosak, attól függően, hogy mely gazdaszervezetet fertőz a vírus.
A koronavírusok többnyire madarakat és emlősöket fertőznek, a betegség lefolyása legtöbbször enyhe, de egyes fajok komoly humán- és állategészségügyi kockázatot is jelenthetnek. A humán koronavírusok közül hét faj ismert, melyek közül négy enyhe tünetekkel járó enyhe lefolyású betegséget okoz, három viszont halálos kimenetelű is lehet.

## Felfedezése
Az első koronavírusokat az 1960-as években fedezték fel. A legelső egy csirkéket fertőző bronchitis-vírus volt, majd megfázásban szenvedő betegek orrüregéből izoláltak vírusokat, amelyek a humán koronavírus 229E és OC43 elnevezést kapták (HCoV-229E, HCoV-OC43). June Almeida skót tudós ismerte fel 1964-ben, hogy az eleinte influenzavírusnak gondolt minta elektronmikroszkóp alatt jellegzetes képet mutat: a szürke, kerek foltokat apró, küllőszerű képződmények veszik körül. A látvány napkoronára emlékeztette őt, ezért kollégáival koronavírusnak nevezték el, és később hivatalosan is ezt a nevet kapta a víruscsalád.

## Taxonómia
A Coronaviridae családba 2 alcsalád (Orthocoronavirinae, Letovirinae) tartozik.
Az Orthocoronavirinae (korábban: Coronavirinae) alcsaládba tartozó fajok négy nemzetségbe tagolódnak (2018. november):
- Alphacoronavirus (12 alnemzetség, 17 faj)
- Betacoronavirus (5 alnemzetség, 12 faj)
- Gammacoronavirus (2 alnemzetség, 2 faj)
- Deltacoronavirus (4 alnemzetség, 7 faj)

## Biológiája

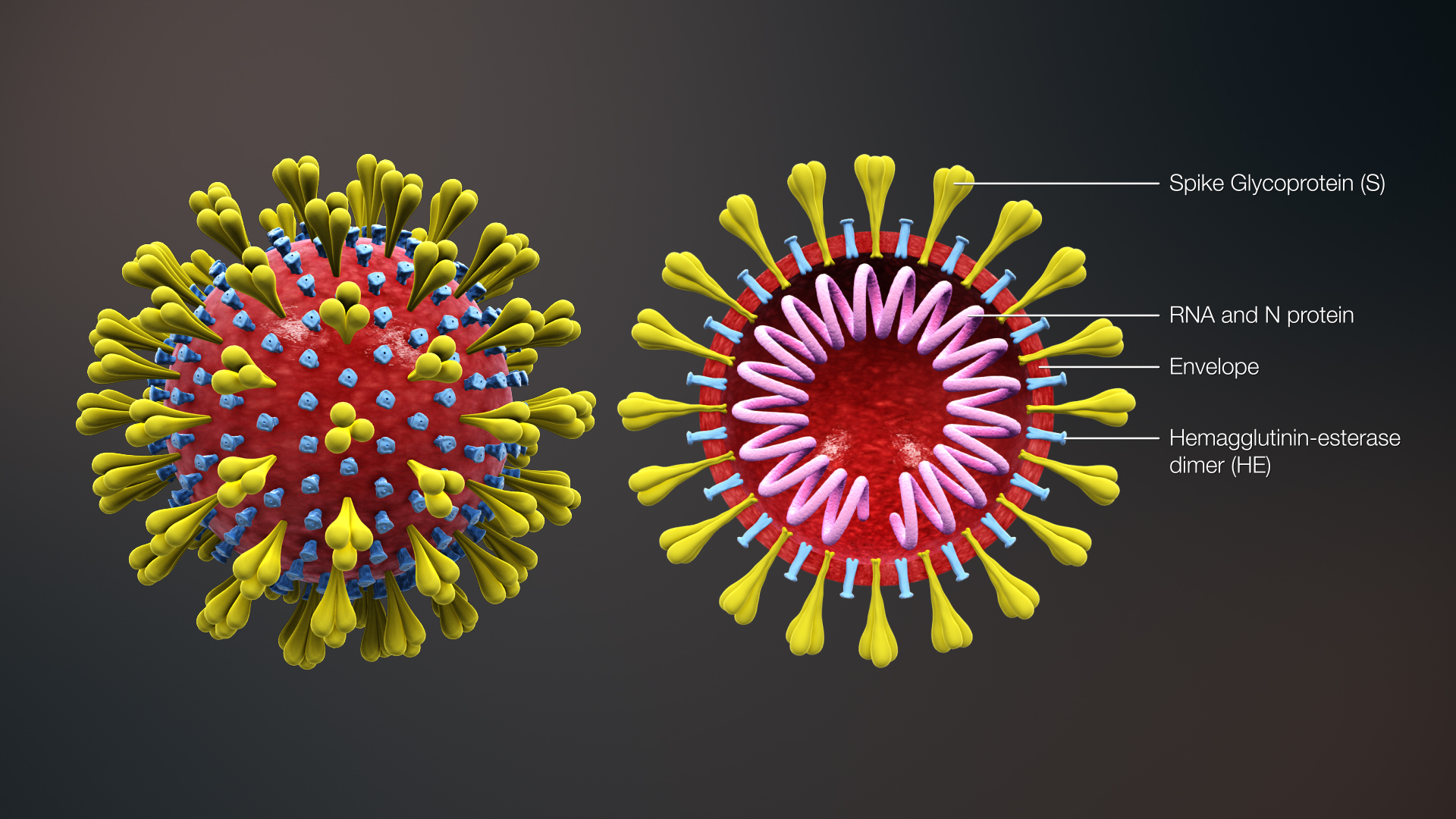
A koronavírusok szerkezeti modellje

A koronavírusok a Baltimore-féle osztályozás alapján a IV. csoportba tartoznak, genomjuk pozitív (vagyis mRNS-ként közvetlenül használható) egyszálú RNS ((+)ssRNA), lipidburokkal rendelkeznek, kapszidjuk helikális. Genomjuk mérete 24-30 ezer bázis között lehet, amivel a legnagyobb ismert RNS-vírusnak számítanak.
A virion gömb alakú, átmérője legalább 129,6 nm, de kétszer ekkora is lehet. Felszínét a jellegzetes, nagy tüskék borítják, melyekkel a gazdasejthez kapcsolódik és amelyeket az S-protein alkot. A lipidburokba ágyazódik az M és E-protein és egyes fajoknál a hemagglutinin-észteráz (HE) aktivitású fehérje. Az egyszálú RNS-genom háromnegyedét az RNS másolását végző replikáz génje teszi ki, a maradék egynegyed a fehérjékre jut.
A felszíni S-protein külső része felelős a gazdasejten található receptorhoz kapcsolódásért, majd az S-protein lipidbe ágyazott része aktiválódik és elősegíti a vírus és a sejt membránjának összeolvadását. A citoplazmába jutva a koronavírus kapszidja felbomlik, genomja pedig közvetlenül a riboszómákhoz kapcsolódik és megkezdi a replikáz enzim termelését. A replikáz számtalan példányban lemásolja a vírus-RNS-t, majd a fertőzés kései szakaszában struktúrfehérjék készülnek és az endoplazmatikus retikulumban és a Golgi-komplexumban összeállnak az új vírusok.
A lipidburkot az alkohol és a klór képes megbontani, így az alkoholtartalmú és klórtartalmú fertőtlenítőszerek hatékonyak a koronavírusok ellen is. Az Egészségügyi Világszervezet által javasolt antiszeptikus oldatokban a etanol vagy izopropanol antimikrobiális hatását alacsony koncentrációjú hidrogén-peroxid fokozza, míg a harmadik komponens, a glicerin a bőr kiszáradását gátolja meg. Korábbi laborvizsgálatok illetve friss elméleti vizsgálatok eredményei szerint a benzoesav származékai hatékonyan gátolják a koronavírus fejlődését.

## Koronavírusok okozta betegségek

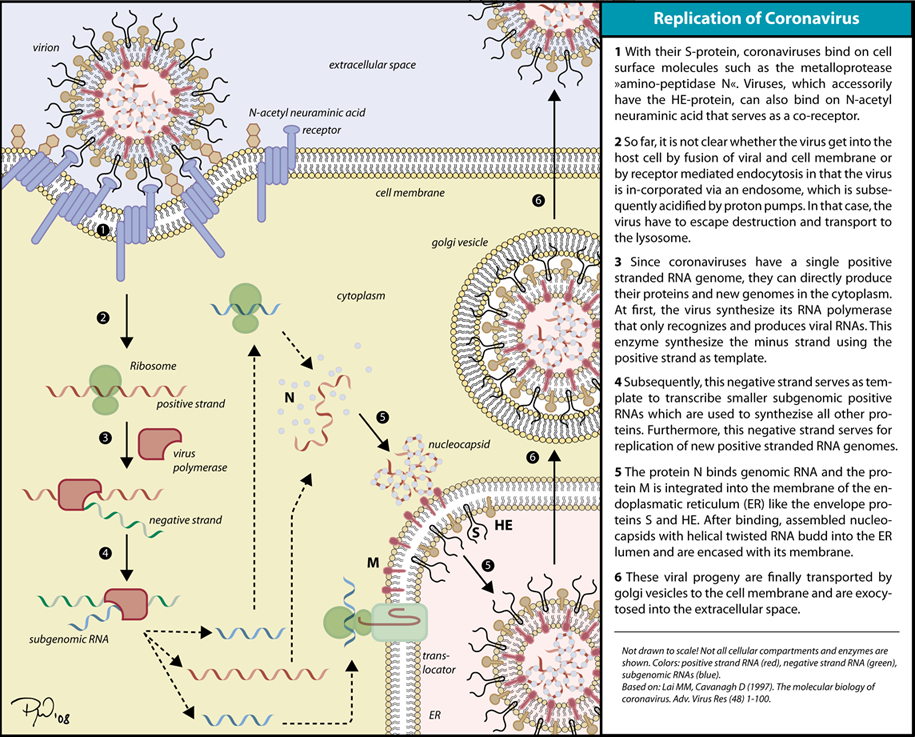
A koronavírusok szaporodása

A koronavírusok elsősorban az emlősök és madarak felső légútjainak és bélrendszerének sejtjeit támadják.
A csirkéket támadó fertőző bronchitis-vírus a légutakon kívül képes megfertőzni az urogenitális járatokat is és súlyos esetben a belső szervekre is átterjed.
Koronavírusok okozhatják a háziállatok egyes betegségeit is, amelyek komoly gazdasági károkat okozhatnak. Ilyen a malacok elhullását okozó fertőző gasztroenteritisz-koronavírus vagy a marha-koronavírus amely a borjak hasmenésének kórokozója. A sertés járványos hasmenés-vírus jelentős malacpusztulást okozhat; 2014-ben az Egyesült Államokban az általa okozott járvány miatt 4,2%-kal csökkent a disznóhústermelés. A macska-koronavírus általában nem okoz komoly tüneteket, de van egy mutáns formája is, melynél a fertőzés a gyakran végzetes kimenetelű fertőző hashártyagyulladás (peritonitisz) alakját is öltheti. Hasonlóképpen, a görényeket megbetegítő koronavírusnak (ferret systemic coronavirus, FSC) is két változata van, egyik enyhébb, másik komoly kimenetelű betegség kórokozója. A kutya-koronavírusnak is két változata van, egyik légúti, a másik bélpanaszokat okoz. Az egér hepatitisz-vírus (Murine coronavirus M-CoV, Mouse hepatitis virus, MHV) magas elhullással járó járványos megbetegedésekért felelős, elsősorban a laboratóriumi állatoknál.

### Humán koronavírusok
Az embert hét ismert fajuk tudja megfertőzni.
Négy különböző humán koronavírus folyamatosan jelen van az emberekben: HCoV-229E, HCoV-OC43, HCoV-NL63, HCoV-HKU1. Ezek világszerte főleg gyerekeket és időseket fertőznek meg és okoznak megfázásos tüneteket, légzőszervi megbetegedéseket. A megfázásos tünetekkel járó megbetegedések jelentős hányadát a humán ortopneumovíruson (HRSV, human respiratory syncytial virus) és a humán metapneumovíruson (HMPV) kívül a koronavírusok okozzák. Ez a négy endemikus humán koronavírus általában télen felélénkül, nyáron pedig elcsendesül.
A további három „új koronavírus” (novel coronaviruses) ellen az embereknek nincs korábban szerzett immunitása. Ezek a vírusok hatékonyan képesek szaporodni a szervezetben, és képesek kikerülni az ember veleszületett immunvédelmét (pl. az I. típusú interferon mechanizmusát). Valószínűleg ezek patogenitása is az évszakokkal változik, azonban erről még nincs elegendő ismeret.

#### SARS-CoV
A SARS-CoV koronavírus okozta a 2003 áprilisában kitört SARS-járványt (súlyos akut légzőszervi szindróma, angolul severe acute respiratory syndrome). A kínai Kuangtung tartományból kiinduló betegség légúti panaszokkal, súlyosabb esetben tüdőgyulladással járt. Képes a bélrendszer szöveteiben is szaporodni. A járvány során több mint 8 ezren betegedtek meg, a halálozási arányszám valamivel 10% alatt volt. A megbetegedéseket okozó humán koronavírus a természetben cibetmacskákban, nyestkutyákban és egyéb kisemlősökben (néha házi macskákban) előforduló állati koronavírusból fejlődött ki. (A vírus a Betacoronavirus nemzetség Sarbecovirus alnemzetségébe tartozik.)

#### MERS-CoV

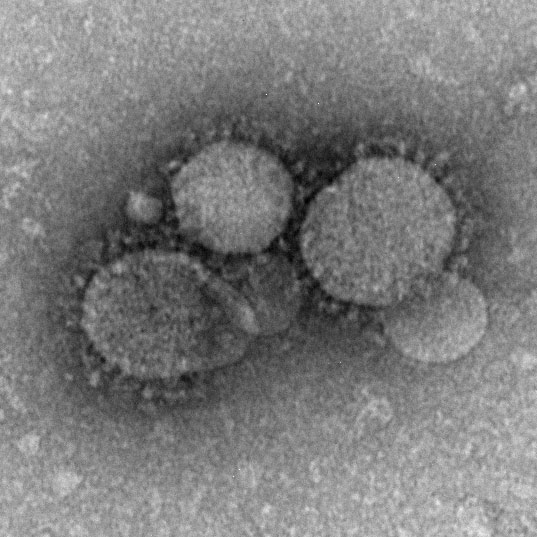
MERS-CoV közel-keleti légúti koronavírus

2012-ben fedezték fel az embert megbetegítő hatodik kórokozót, a közel-keleti légúti koronavírust (Middle East respiratory syndrome coronavirus, MERS-CoV). A légúti és gasztrointesztinális panaszokkal járó betegség Szaúd-Arábiában bukkant fel először, ahol 2014 júniusáig 282 ember halálát okozta. Azóta felbukkant a Közel-Kelet és Észak-Afrika több országában, valamint Európában és az Egyesült Államokban is. A zoonózisos betegséget okozó kórokozó koronavírust megtalálták denevérekben és tevékben is. (A vírus a Betacoronavirus nemzetség Merbecovirus alnemzetségébe tartozik.)

#### SARS-CoV-2
2019 végén új koronavírus jelent meg (hivatalosan: SARS-CoV-2) a kínai Vuhanban, amely zoonózisos fertőző vírus: az eredetileg állatokat megfertőző vírus homológ rekombináció útján vált képessé, hogy az emberre is átterjedjen. A vírus „elődje” a denevérből származik, de egyelőre nem ismert pontosan, hogy onnan közvetlenül jutott az emberre, vagy egy köztes gazdán keresztül. (A vírus a Betacoronavirus nemzetség Sarbecovirus alnemzetségébe tartozik.)

## Evolúciója
Molekuláris genetikai vizsgálatok alapján a koronavírusok közös őse mintegy 10 ezer éve létezhetett, míg egy másik becslés ~8100 évvel ezelőttre teszi. Az egyes genusok, az Alphacoronavirus, Betacoronavirus, Gammacoronavirus és Deltacoronavirus ~2400, ~3300, ~2800 és ~3000 évvel ezelőtt ágaztak le. Az Alphacoronavirus és Betacoronavirus elsődleges gazdaállatai a denevérek, míg a másik két nem a madarakban fejlődött ki.
A marha-koronavírus és a kutya-koronavírus 1951-ben vált el egymástól, míg a marha-koronavírus és a humán-koronavírus OC43 szétválása 1890-1899-re tehető.
A MERS-Cov közeli rokonai ma is megtalálhatóak denevérekben, de feltehetően már több évszázada önálló fajnak tekinthető. A SARS-CoV koronavírus és a legközelebbi (denevérekben élő) rokona a molekuláris óra szerint 1986-ban vált ketté.

## Fordítás
- Ez a szócikk részben vagy egészben  a   Coronavirus című angol Wikipédia-szócikk ezen változatának fordításán alapul.  Az eredeti cikk szerkesztőit annak laptörténete sorolja fel. Ez a jelzés csupán a megfogalmazás eredetét és a szerzői jogokat jelzi, nem szolgál a cikkben szereplő információk forrásmegjelöléseként.